# Chong Yee-Voon
Chong Yee-Voon (em chinês: 鍾怡雯, pinyin Zhōng Yíwén; Ipoh, Perak, 13 de fevereiro de 1969) é uma escritora da Malásia.
Estudou na Universidade Normal de Taiwan. É professora de filologia chinesa na Universidade Yuan Ze, Taiwan.

## Obras
- 1995:河宴
- 1998:垂釣睡眠
- 2000:聽說
- 2002:我和我豢養的宇宙
- 2005:飄浮書房
- 2007:野半島
- 2008:陽光如此明媚
- 2010:陳義芝編選
- 2014:麻雀樹